# Abázie
Abázie (z řeckého basis – krok, chůze), též abasie, je neschopnost chodit způsobená nervovými či psychickými poruchami. Může být funkční (při hysterii), organická (při poškození mozkové kůry předního mozku, nebo mozečku) nebo též způsobená Huntingtonovou chorobou, Wilsonovou nemocí aj.